# رسم الصهريج
رسم الصهريج قرية سوريّة تتبع إداريّاً لمحافظة حلب منطقة جبل سمعان ناحية الزربة، بلغ تعداد سكانها 1150 نسمة حسب التعداد السكاني لعام 2004  تشتهر بزراعة البطاطا.